# Байса (озеро)
Байса (каз. Байса) — озеро в Аккайынском районе Северо-Казахстанской области Казахстана. Находится в 19 км к юго-западу от села Полтавка. В 3 км к северо-западу от Добровольское.
По данным топографической съёмки 1940-х годов, площадь поверхности озера составляет 1,08 км². Наибольшая длина озера — 1,3 км, наибольшая ширина — 1 км. Длина береговой линии составляет 4,2 км, развитие береговой линии — 1,09. Озеро расположено на высоте 125,1 м над уровнем моря.